# La Gomera
La Gomera (en castellà, La Gomera) és una illa situada a l'oceà Atlàntic, a les Illes Canàries, davant les costes africanes. Pertany a la província de Santa Cruz de Tenerife. La seva capital és San Sebastián de La Gomera, on se situa la seu del Cabildo insular (Ajuntament).

## Descripció
La Gomera té una superfície de 369,76 km² i el seu punt més alt és el Garajonay, amb 1.487 m d'altitud. Té uns 12 milions d'anys d'antiguitat. També és coneguda La Gomera com l'illa colombina, perquè va ser lloc d'avituallament de Cristòfor Colom abans de partir al Nou Món.
La població de dret de l'illa, és de 21.746 habitants (Institut Nacional d'estadística d'Espanya, 01-01-2005). Els seus habitants es concentren a la costa. En els anys 50 va arribar a tenir al voltant d'uns 30.000 habitants.
L'illa compta amb el Parc Nacional de Garajonay, declarat el 1981 i posteriorment anomenat per la UNESCO com a Patrimoni de la Humanitat. Allotja una joia natural pròpia del Terciari, el bosc de Laurisilva. Està format per una gran varietat d'arbres que conserven el seu fullatge durant tot l'any, de caràcter subtropical, directament relacionat amb una elevada humitat i temperatures suaus. En ell es poden trobar brucs, llorers, falgueres, etc. La zona es veu afectada pel mar de núvols pel que la condensació del vapor d'aigua a les fulles dels arbres (pluja horitzontal) eleva de manera considerable la quantitat d'aigua al terreny. El Parc es pot recórrer fàcilment gràcies als nombrosos senders que el travessen.
Altres espais naturals protegits són La Reserva Natural Integral de Benchijigua, La Reserva Natural Especial de Puntallana, El Parc Natural de Majona, El Parc Rural de Valle Gran Rey i El Paisatge Protegit de Orone, entre d'altres.

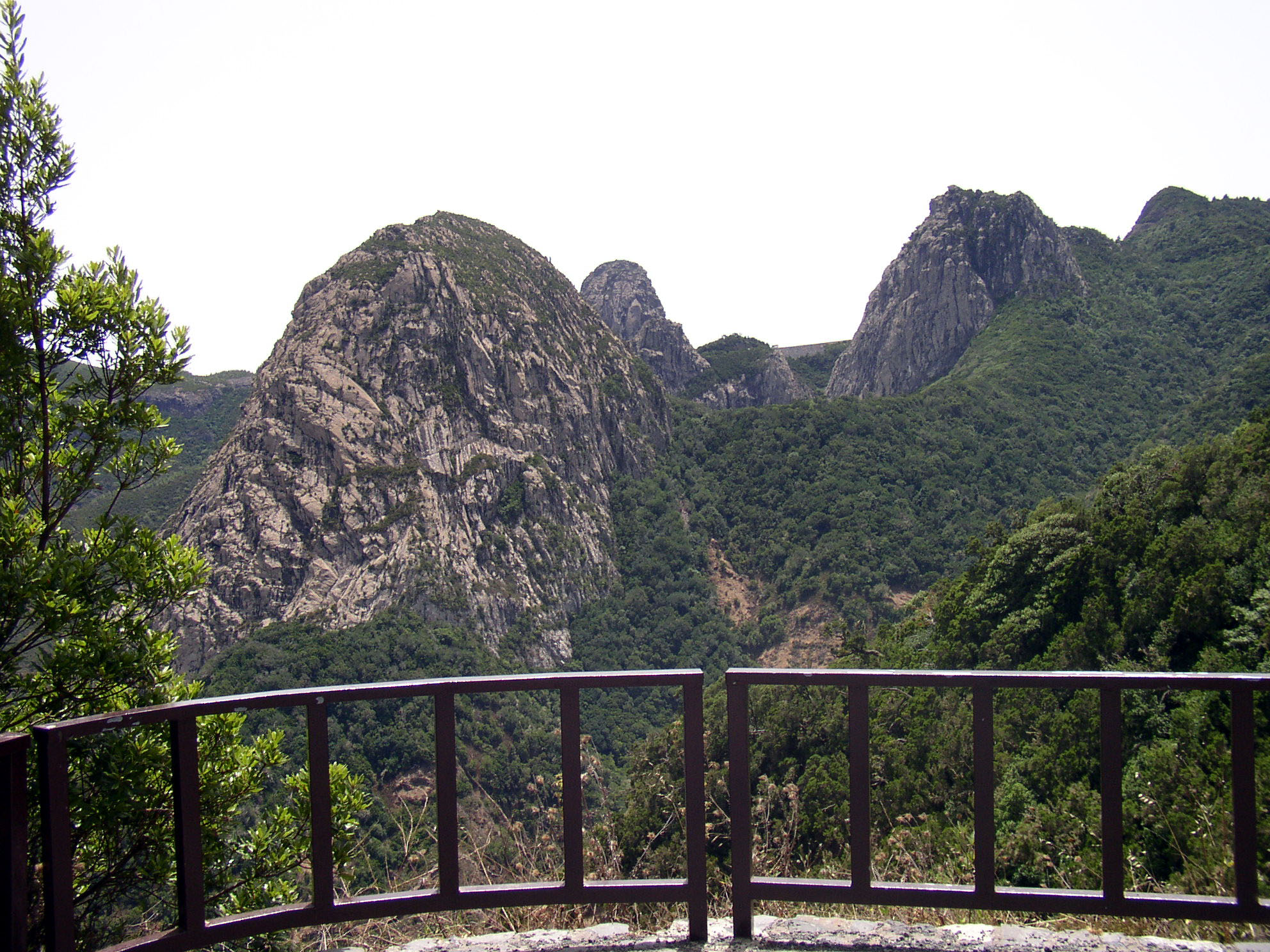
Xemeneies de lava assecades lliurament en el centre de l'illa

L'illa compta amb centenars d'endemismes vegetals i animals, que fan que sigui rica en biodiversitat i naturalesa. Entre els endemismes animals de La Gomera destaca el Llangardaix gegant de La Gomera (Gallotia bravoana), possiblement un dels vertebrats més amenaçats del món. Només es coneixen uns quants exemplars en un cingle de difícil accés. El govern canari ha elaborat un pla per a la seva recuperació.
La Gomera, igual que la resta de les Canàries, és una illa volcànica, però els episodis d'aquest tipus poden considerar-se extints en ella, tenint lloc els últims fa uns dos milions d'anys. A causa d'aquesta falta d'erupcions en època recent, l'erosió de l'aigua ha traçat nombrosos barrancs i a la costa ha delineat prominents penya-segats. Exemple d'això és l'espai natural protegit de Los Órganos, al nord de l'illa.
L'economia s'ha basat al llarg de la història en l'agricultura i el sector primari en general. L'agricultura ha tingut un doble vessant, d'una banda l'autoproveïment (hortalisses) i per un altre l'exportació (plàtan). Amb una superfície a priori no propicia per a aquesta activitat, el cultiu ha estat possible gràcies a les terrasses construïdes al terreny i la xarxa de canals i sistemes de reg.
En els últims anys el desenvolupament econòmic s'ha orientat cap al turisme. Els nuclis turístics emergents són el Valle Gran Rey, Platja Santiago i San Sebastián de La Gomera.

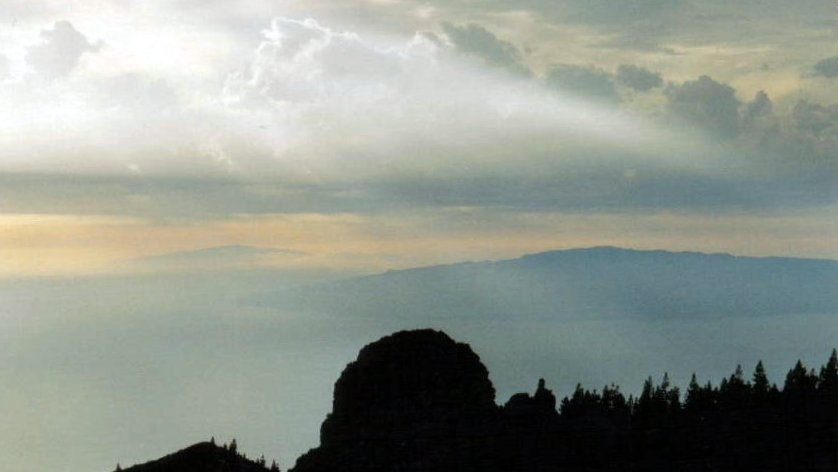
La Gomera vista des de Tenerife

## Municipis
L'illa és dividida en sis municipis:
- Agulo
- Alajeró
- Hermigua
- San Sebastián de La Gomera
- Vallehermoso
- Valle Gran Rey

## Història

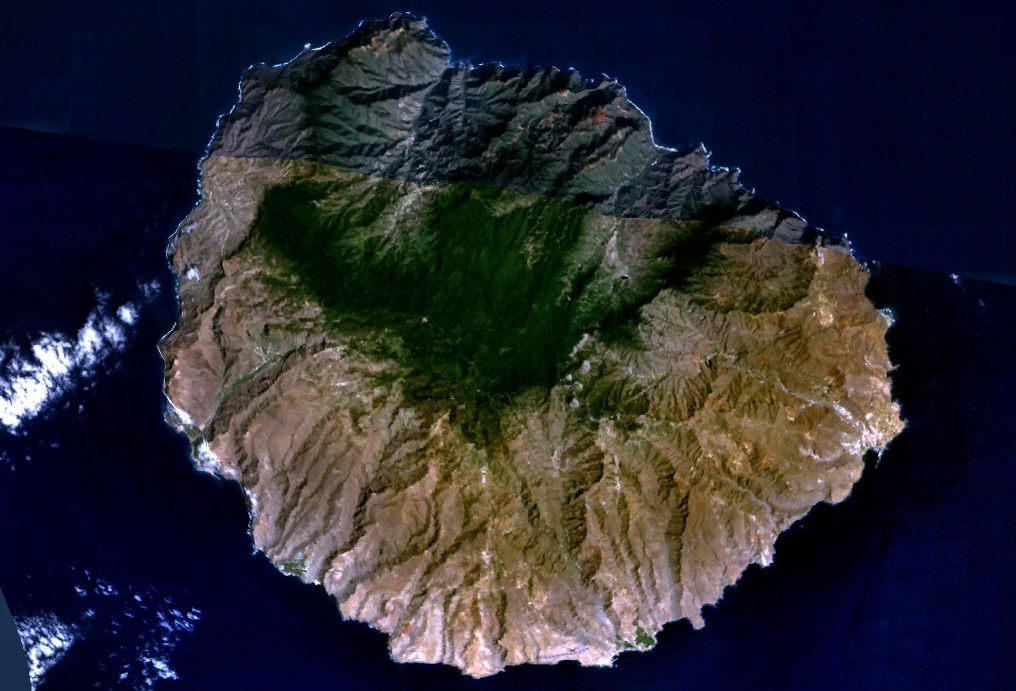
Imatge per satèl·lit

### Primers pobladors
Hi ha moltes teories sobre la procedència del nom "Gomera". Algunes d'aquestes teories no tenen cap rigor ni fonament, com la que diu que el seu nom prové de Gomer, net de Noé. La teoria més avalada és que el nom Gomera està relacionat amb les tribus d'igual nom al nord de Marroc (hi ha Penyal de Vélez de La Gomera i d'altres). Aquestes tribus són agrícoles i desconeixen la navegació igual que els oriünds de l'illa canària del mateix nom, amb el qui es pensa que van poder ser portats en el seu dia per algun poble de navegants.
L'illa estava poblada pels gomeros o gomeritas, indígenes de l'illa. D'ells es conserven diverses tradicions, però la més famosa és el llenguatge dels silbos (o silbo gomero), una forma de comunicació per superar les limitacions de l'accidentada orografia.
En començar la conquesta, l'illa estava dividida en 4 cantons: Mulagua, Hipalan, Orone i Agana, identificant-se aquests territoris amb les grans valls d'Hermigua, San Sebastián, Valle Gran Rey i Vallehermoso, respectivament.

### La conquesta i els senyors de La Gomera

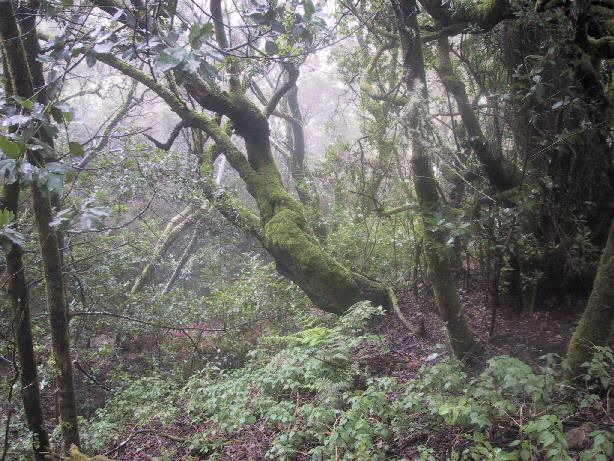
Un bosc de llorers a La Gomera

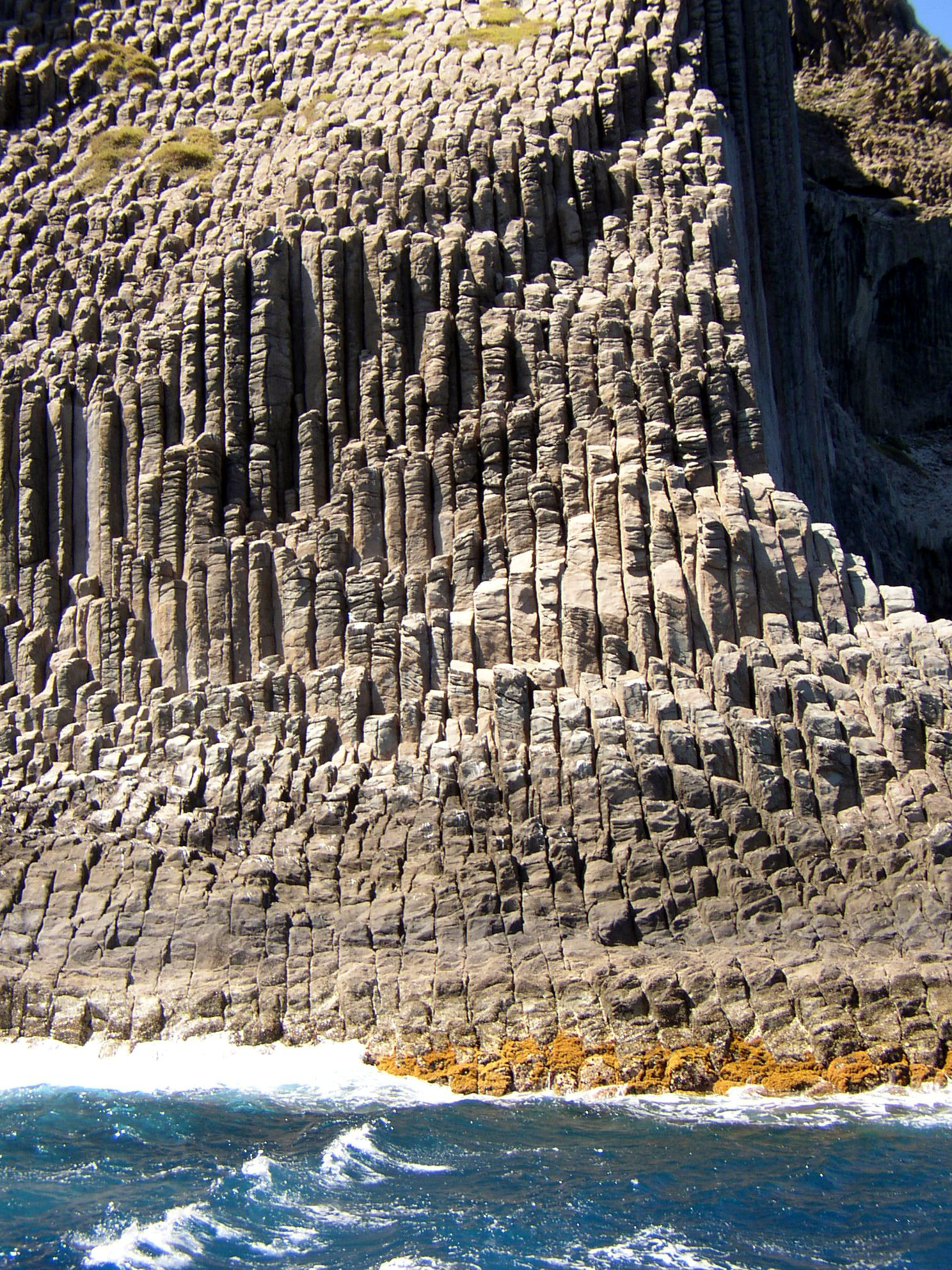
Los órganos. Es tracta d'una xemeneia de lava assecada lliurement. L'estructura hexagonal típica es deu als esquinços creats en refredar-se la lava.

Es diu que La Gomera mai no va ser conquerida i que al llarg dels anys quan els nous pobladors europeus van anar establint-se a l'illa, els aborígens van reconèixer la seva autoritat.
Els gomeros va ser un poble inconformista i rebel que s'aixecava cada vegada que es cometia una barbàrie o una injustícia cap al seu poble. Aquesta illa igual com El Hierro, Lanzarote i Fuerteventura estaven sota un senyor, que va durar fins a principis del segle xix, a diferència del realengo en el qual hi havia les illes de La Palma, Tenerife i Gran Canària. Els senyors de La Gomera estaven relacionats amb la família Peraza i es van caracteritzar per la seva crueltat i per la seva tirania.
Fernán Peraza "el Vell" s'estableix a La Gomera. A causa de la mort del seu fill Guillén Peraza en una incursió a La Palma, el succeeix Diego de Herrera, marit d'Inés Peraza. I a la seva mort, el senyor va ser repartida entre part dels seus fills. La Gomera i el Hierro van correspondre a Fernán Peraza "el Jove". S'inicia ara un període de significativa violència, tant per la gran repressió contra el poble indígena com les revenges cap a altres conquistadors.
La mort de Juan Rejón a les mans de Fernán Peraza per velles picabaralles fa que sigui cridat a la cort dels Reis Catòlics. Finalment se salva de qualsevol judici, però és obligat a casar-se amb Beatriz de Bobadilla. A causa d'una revolta dels gomeros, es refugien a La Torre del Conde i demanen ajuda a Pedro de Vera que amb gran crueltat assassina gran nombre dels rebels i s'emporta cap a Gran Canària a més de dos-cents gomeros com a esclaus.
Posteriorment Fernán Peraza s'enamora d'Iballa, una indígena gomera, i en un dels seus encontres amorosos és assassinat per Hupalupo, pare d'Iballa, i per Hautacuperche. Després de la seva mort el poble es va aixecar de nou en contra dels senyors. Pedro de Vera va acudir una altra vegada en ajuda de Beatriz de Bobadilla i van fugir els gomeros als cims. Pedro de Vera, mitjançant l'astúcia, va voler venjar-se, i va publicar un ban en el qual el qualsevol gomero que no acudís a les honres fúnebres de Fernán Peraza, seria acusat de còmplice i traïdor, així mateix indultaria a aquells que acudissin. Els que van acudir al funeral a la Vila serien immediatament fets presos, així com van ser capturats alguns que van romandre en els cims. S'ordena la condemna a mort de tots els indígenes majors de 15 anys, si bé aquesta mesura no es va portar a la pràctica completament. No satisfet amb els assassinats, a la seva arribada a Gran Canària, va ordenar ajusticiar tots els gomeros que es trobaven en aquella illa i exportant com a esclaus a gran part de nens i dones, cap a la península o cap a les altres illes. Posteriorment molts dels quals van ser deportats com a esclaus tornarien a l'illa de La Gomera.
Uns anys més tard La Gomera entra als llibres d'història com l'última terra trepitjada per Cristòfor Colom abans d'arribar a Amèrica, en el seu primer viatge. El lloc on es va allotjar és ara un museu.

## Clima

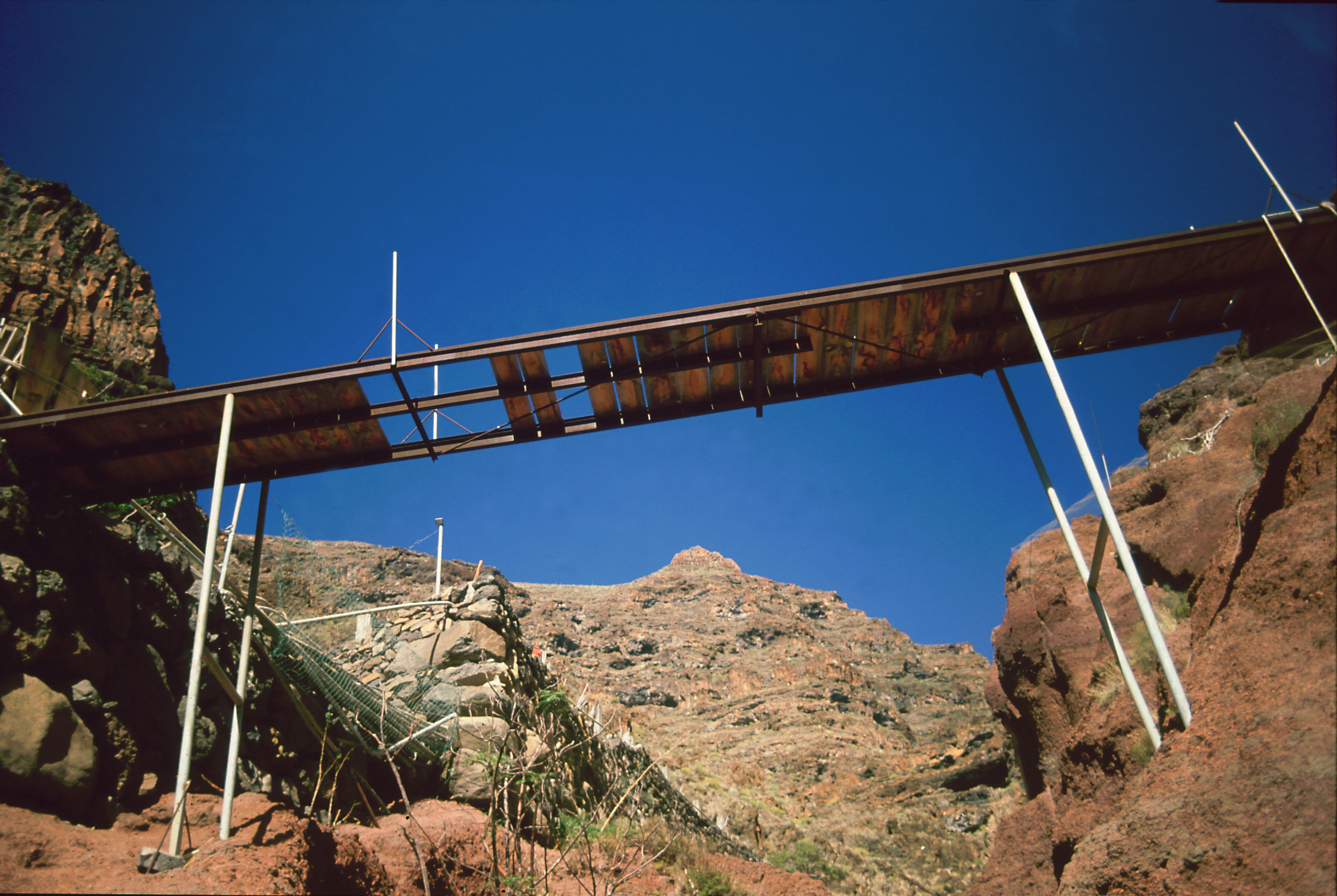
Paisatge de roca al Valle Gran Rey

El clima de La Gomera no difereix gaire de les condicions meteorològiques de les illes canàries occidentals. Les zones altes de l'illa reben més pluges que les zones costaneres, el mateix que ocorre a la zona nord respecte a la zona sud. Les temperatures es mantenen estables durant tot l'any, i a l'estiu es registren les més altes. El fenomen de la pluja horitzontal té molta importància al Parc Nacional de Garajonay, on l'aigua continguda a les bromes que s'hi diposita permet que hi creixi un bosc espès de laurisilva.
- Taula climatològica de La Gomera

| Dades climàtiques      | GEN | FEB | MARÇ | ABR | MAIG | JUNY | JUL | AGO | SET | OCT | NOV | DES |
| Temperatura diürna     | 21  | 21  | 22   | 23  | 24   | 25   | 27  | 29  | 28  | 26  | 24  | 22  |
| Temperatura nocturna   | 15  | 15  | 15   | 16  | 17   | 18   | 20  | 21  | 20  | 19  | 18  | 16  |
| Hores de sol al dia    | 6   | 6   | 7    | 8   | 9    | 9    | 9   | 9   | 8   | 7   | 6   | 5   |
| Dies de pluja al mes   | 6   | 4   | 3    | 2   | 2    | 1    | 0   | 0   | 2   | 5   | 6   | 7   |
| Temperatura de l'aigua | 19  | 18  | 18   | 18  | 19   | 20   | 21  | 22  | 23  | 23  | 21  | 20  |

## Transports
El 1999 es va inaugurar l'Aeroport de La Gomera, a prop de la localitat de Playa Santiago, al municipi d'Alajeró. La pista d'aterratge és petita, per la qual cosa no hi poden operar vols xàrter, i només s'utilitza per a connexions insulars. La companyia Binter Canarias fa diàriament dos vols des dels aeroports de Tenerife Nord i Gran Canària.
Generalment s'accedeix a La Gomera amb vaixell. Tres companyies realitzen connexions regulars des de l'illa al port de Los Cristianos, al sud de Tenerife. La companyia Fred Olsen Express fa una travessia d'uns 45 minuts de durada, des de San Sebastián de La Gomera. Per la seva banda Naviera Armas ha actualitzat la seva flota i opera amb un vaixell força nou, el Volcà de Taburiente, que tarda uns 50 minuts a fer el trajecte entre el port de Los Cristianos i el de San Sebastián. Fred Olsen Express fa la ruta Los Cristianos-San Sebastián de La Gomera-Playa Santiago-Valle Gran Rey amb una altra embarcació només per a passatgers, el Benchi Express, en aproximadament 100 minuts. Hi ha una altra sèrie de connexions amb les illes de La Palma i El Hierro.
La xarxa de carreteres de l'illa connecta totes les poblacions. Hi ha un servei regular d'autocars que connecta San Sebastián de La Gomera amb totes les poblacions. Tanmateix, la freqüència és escassa i és difícil moure's d'una localitat a l'altra utilitzant aquest mitjà de transport.